# Leptotarsus (Ceoneura) idioneura
Leptotarsus (Ceoneura) idioneura is een tweevleugelige uit de familie langpootmuggen (Tipulidae). De soort komt voor in het Neotropisch gebied.